# Wahlkreis Bas-Rhin I
Der Wahlkreis  Bas-Rhin I ist seit 1988 einer der neun französischen Wahlkreise im Département Bas-Rhin. Er umfasst die Stadtteile im Zentrum und im Westen der Stadt Straßburg.

## Geografie

### Seit 1988
Seit 1988 umfasst der Wahlkreis folgende Kantone:
- Canton de Strasbourg I ; das Stadtzentrum von Straßburg
- Canton de Strasbourg II ; das Bahnhofsviertel, das Viertel der Markthallen und Finkwiller
- Canton de Strasbourg IV ; das Stadtviertel Orangerie
- Canton de Strasbourg IX ; die Stadtviertel  Koenigshoffen, Montagne Verte, Elsau

## Die Bevölkerung
Straßburg, lange Zeit lutherisch, ist seit dem 19. Jahrhundert deutlich katholischer geworden, und zwar in allen Stadtteilen. Die jüdische Gemeinde ist im Stadtzentrum stark vertreten; Straßburg hat die viertgrößte jüdische Gemeinde in Frankreich. Die muslimische Gemeinschaft, die sich infolge der Migrationsbewegungen in den 1960er und 1970er Jahren gebildet hat, ist ebenfalls präsent, insbesondere in den Außenbezirken.
Die Verbreitung des Elsässischen im ersten Wahlkreis ist die geringste im Elsass, aber der Dialekt ist in Koenigshoffen sowie in Teilen des Stadtzentrums, insbesondere bei den Älteren, immer noch recht weit verbreitet. Insgesamt hat sich das Französische in Straßburg nach der Rückkehr zu Frankreich im Jahr 1919 relativ schnell ausgebreitet.

## Politische Präferenzen
Der Wahlkreis umfasst das Zentrum und die unmittelbaren nördlichen und südlichen Kantone von Straßburg. Alle Kantone wurden von Parteien der Linken besetzt, drei von der PS und einer von den Grünen. Es ist daher nicht verwunderlich, dass der Sitz zwischen 1997 und 2017 einen PS-Abgeordneten in die Nationalversammlung brachte. Allerdings wurde der Sitz 2017 von der zentristischen Partei LREM gewonnen, bevor er 2022 wieder nach links schwenkte und von Sandra Regol für EELV im Rahmen des linken Bündnisses NUPES gewonnen wurde.

## Bisherige Abgeordnete des Wahlkreises
| Wahljahr | Wahljahr | Kandidat                                                | Partei                                                  |
| -------- | -------- | ------------------------------------------------------- | ------------------------------------------------------- |
|          | 1958     | René Radius                                             | UNR                                                     |
|          | 1962     | René Radius                                             | UNR                                                     |
|          | 1967     | René Radius                                             | UDR                                                     |
|          | 1968     | René Radius                                             | UDR                                                     |
|          | 1973     | René Radius                                             | UDR                                                     |
|          | 1978     | Émile Koehl                                             | UDF                                                     |
| 1986     | 1986     | Repräsentanz proportional – Keine Wahl nach Wahlkreisen | Repräsentanz proportional – Keine Wahl nach Wahlkreisen |
|          | 1988     | Émile Koehl                                             | UDF                                                     |
|          | 1993     | Harry Lapp                                              | UDF                                                     |
|          | 1997     | Armand Jung                                             | PS                                                      |
|          | 2002     | Armand Jung                                             | PS                                                      |
|          | 2007     | Armand Jung                                             | PS                                                      |
|          | 2012     | Armand Jung                                             | PS                                                      |
|          | 2016     | Éric Elkouby                                            | PS                                                      |
|          | 2017     | Thierry Michels                                         | LREM                                                    |
|          | 2022     | Sandra Regol                                            | EELV                                                    |

## Wahlergebnisse

### Parlamentswahl 2022
| Kandidaten               | Kandidaten               | Parteien                                                                         | 1. Wahlgang | 1. Wahlgang | 2. Wahlgang | 2. Wahlgang |
| Kandidaten               | Kandidaten               | Parteien                                                                         | Stimmen     | %           | Stimmen     | %           |
| ------------------------ | ------------------------ | -------------------------------------------------------------------------------- | ----------- | ----------- | ----------- | ----------- |
|                          | Sandra Regolgewählt      | NUP – Nouvelle union populaire écologique et sociale (Europe Écologie Les Verts) | 11.976      | 38,1        | 15.569      | 51,5        |
|                          | Alain Fontanel           | ENS – Ensemble ! (La République en marche)                                       | 9.085       | 28,9        | 14.682      | 48,5        |
|                          | Éric Elkouby             | DVG – Unabh. Parti socialiste                                                    | 3.062       | 9,7         |             |             |
|                          | Tamara Volokhova         | RN – Rassemblement National                                                      | 2.061       | 6,6         |             |             |
|                          | Audrey Rozenhaft         | LR – Les Républicains                                                            | 1.479       | 4,7         |             |             |
|                          | Elena Christmann         | REC – Reconquête                                                                 | 1.111       | 3,5         |             |             |
|                          | Jamal Rouchdi            | DIV – Égalité républicaine et sociale                                            | 482         | 1,5         |             |             |
|                          | Nawal Hafed              | ECO – Écologie au centre                                                         | 397         | 1,3         |             |             |
|                          | Albéric Barret           | DIV – Équinoxe                                                                   | 376         | 1,2         |             |             |
|                          | Jérémy Govi              | DVG – Unabh.                                                                     | 310         | 1,0         |             |             |
|                          | Lionel Sauner            | ECO – Parti animaliste                                                           | 270         | 0,9         |             |             |
|                          | Stéphanie Karmann        | REG – Régions et peuples solidaires (Unser Land)                                 | 236         | 0,8         |             |             |
|                          | Yamina Grosjean          | DIV – Résistons !                                                                | 198         | 0,6         |             |             |
|                          | Frédeéric Seigle-Murandi | DIV – Volt                                                                       | 178         | 0,6         |             |             |
|                          | Louise Fève              | DXG – Lutte Ouvrière                                                             | 140         | 0,4         |             |             |
|                          | Elisa Blache             | DXG – Parti ouvrier indépendant démocratique                                     | 68          | 0,2         |             |             |
|                          | Sylvain Courcoux         | DIV – Unabh.                                                                     | 30          | 0,1         |             |             |
| Gesamt                   | Gesamt                   | Gesamt                                                                           | 31.459      | 100         | 30.251      | 100         |
|                          |                          |                                                                                  |             |             |             |             |
| Leere Stimmzettel        | Leere Stimmzettel        | Leere Stimmzettel                                                                | 262         | 0,8         | 809         | 2,6         |
| Ungültige Stimmzettel    | Ungültige Stimmzettel    | Ungültige Stimmzettel                                                            | 92          | 0,3         | 300         | 1,0         |
| Wähler                   | Wähler                   | Wähler                                                                           | 31.813      | 50,8        | 31.360      | 50,0        |
| Wahlberechtigte          | Wahlberechtigte          | Wahlberechtigte                                                                  | 62.677      |             | 62.699      |             |
|                          |                          |                                                                                  |             |             |             |             |
| Quelle: Innenministerium |                          |                                                                                  |             |             |             |             |

### Parlamentswahl 2024
| Kandidaten               | Kandidaten               | Parteien                                        | 1. Wahlgang | 1. Wahlgang | 2. Wahlgang | 2. Wahlgang |
| Kandidaten               | Kandidaten               | Parteien                                        | Stimmen     | %           | Stimmen     | %           |
| ------------------------ | ------------------------ | ----------------------------------------------- | ----------- | ----------- | ----------- | ----------- |
|                          | Sandra Regolgewählt      | UG – Nouveau Front populaire (Les Écologistes)  | 20.631      | 47,6        | 23.414      | 58,8        |
|                          | Étienne Loos             | ENS – Ensemble pour la République (Renaissance) | 10.513      | 24,3        | 16.399      | 41,2        |
|                          | Hombeline Du Parc        | RN – Rassemblement National                     | 6.081       | 14,0        |             |             |
|                          | Irène Weiss              | LR – Les Républicains                           | 2.787       | 6,4         |             |             |
|                          | Serge Oehler             | DVG – Unabh./Cap21                              | 835         | 1,9         |             |             |
|                          | Jamal Rouchdi            | DIV – Égalité républicaine et sociale/UDMF      | 472         | 1,1         |             |             |
|                          | Luc Menard               | REC – Reconquête                                | 436         | 1,0         |             |             |
|                          | Patrick Arbogast         | ECO – Écologie au centre/Génération Animal/UDI  | 424         | 1,0         |             |             |
|                          | Odette Holtzer           | REG – Unser Land                                | 395         | 0,9         |             |             |
|                          | Albéric Barret           | ECO – Équinoxe                                  | 315         | 0,7         |             |             |
|                          | Louise Fève              | EXG – Lutte Ouvrière                            | 146         | 0,3         |             |             |
|                          | Frédeéric Seigle-Murandi | DVG – Volt                                      | 107         | 0,2         |             |             |
|                          | Thomas Brant             | DIV – Unabh.                                    | 77          | 0,2         |             |             |
|                          | Dan Benhamou             | EXG – Parti des travailleurs                    | 77          | 0,2         |             |             |
|                          | Thomas Schlund           | DIV – Liberté de Voter                          | 43          | 0,1         |             |             |
|                          | Étienne Genieux          | EXG – Nouveau Parti anticapitaliste             | 0           | 0,0         |             |             |
| Gesamt                   | Gesamt                   | Gesamt                                          | 43.339      | 100         | 39.813      | 100         |
|                          |                          |                                                 |             |             |             |             |
| Leere Stimmzettel        | Leere Stimmzettel        | Leere Stimmzettel                               | 321         | 0,7         | 1.612       | 3,8         |
| Ungültige Stimmzettel    | Ungültige Stimmzettel    | Ungültige Stimmzettel                           | 143         | 0,3         | 516         | 1,2         |
| Wähler                   | Wähler                   | Wähler                                          | 43.803      | 70,0        | 41.941      | 67,0        |
| Wahlberechtigte          | Wahlberechtigte          | Wahlberechtigte                                 | 62.541      |             | 62.563      |             |
|                          |                          |                                                 |             |             |             |             |
| Quelle: Innenministerium |                          |                                                 |             |             |             |             |